# آنسلم گائتان دماره

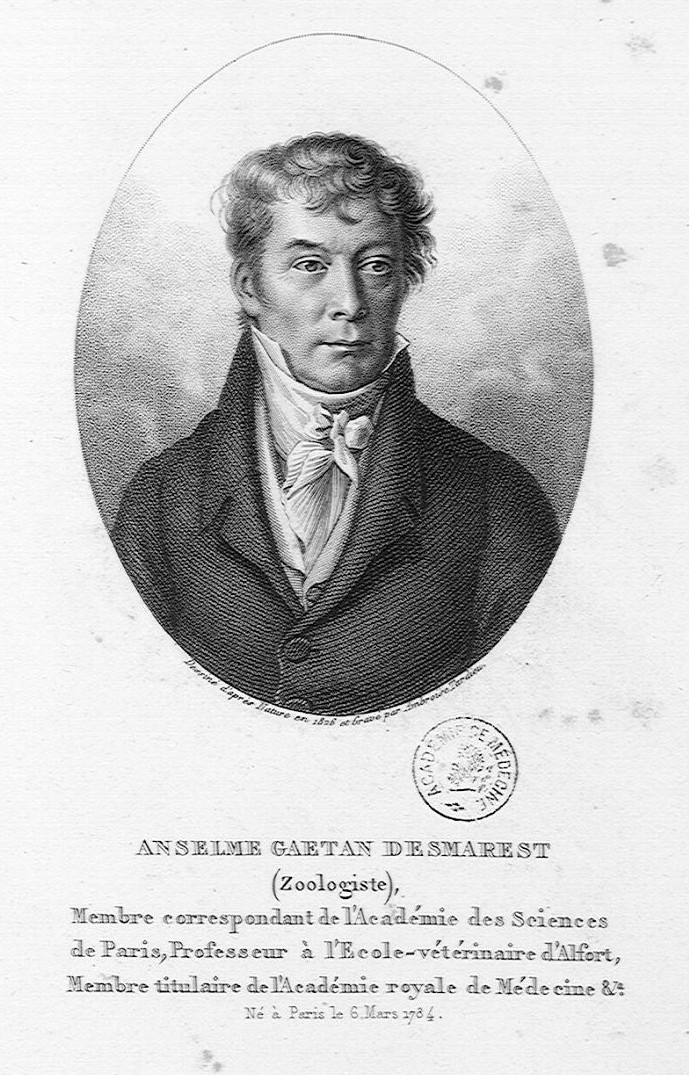
آنسلم گائتان دماره

آنسلم گائتان دماره (به فرانسوی: Anselme Gaetan Desmarest) (زاده ۶ مارس ۱۷۸۴ – مرگ ۴ ژوئن ۱۸۳۸) جانورشناس و نویسنده فرانسوی بود. او پسر نیکولا دماره و پدر آنسلم سباستین لئون دماره بود. دماره شاگرد ژرژ کوویه و الکساندر برونیار بود و در ۱۸۱۵ توانست کرسی استادی جانورشناسی در دانشکده ملی دامپزشکی آلفور (École nationale vétérinaire d'Alfort) را پس از پیر آندره لتری به دست آورد. در ۱۸۲۰ او به عنوان یکی از اعضای فرهنگستان ملی پزشکی انتخاب شد.
دماره کتاب‌های Histoire Naturelle des Tangaras و des Manakins et des Todiers (1805) و Considérations générales sur la classe des crustacés (1825) و Mammalogie ou description des espèces des Mammifères (1820) را نوشت.
آنسلم گائتان دماره، توصیف کننده علمی میمون سیاه کاکل‌دار می‌باشد.